# Wayne Routledge
Pour les articles homonymes, voir Routledge.
Wayne Routledge, né le 7 janvier 1985 à Sidcup (Londres), est un footballeur anglais qui évolue au poste de milieu de terrain.

## Biographie
Le 4 août 2011, Routledge s'engage pour trois saisons avec Swansea City, promu en Premier League.

### Détail de carrière
- 2001-2005 :  Crystal Palace
- 2005-jan. 2008 :  Tottenham Hotspur
  - 2006 :  Portsmouth (prêt)
  - 2006-2007 :  Fulham (prêt)
- jan.-déc. 2008 :  Aston Villa
  - nov.-déc. 2008 :  Cardiff City (prêt)
- jan. 2009-jan. 2010 :  Queens Park Rangers
- jan. 2010-2011 :  Newcastle Utd
  - jan.-mai 2011 :  Queens Park Rangers (prêt)
- 2011- :  Swansea City AFC

## Palmarès
- Queens Park Rangers
  - Champion d'Angleterre de D2 en 2010.

- Swansea City
  - Vainqueur de la Coupe de la Ligue anglaise en 2013.